# Szarota żółtobiała
Szarota żółtobiała (Pseudognaphalium luteoalbum (L.) Hilliard & B.L.Burtt) – gatunek rośliny z rodziny astrowatych. Występuje w Europie, Azji, Afryce i Australii, a jako gatunek introdukowany także na obu kontynentach amerykańskich i w Nowej Zelandii. W Polsce rośnie w rozproszeniu na obszarze całego kraju.

## Morfologia

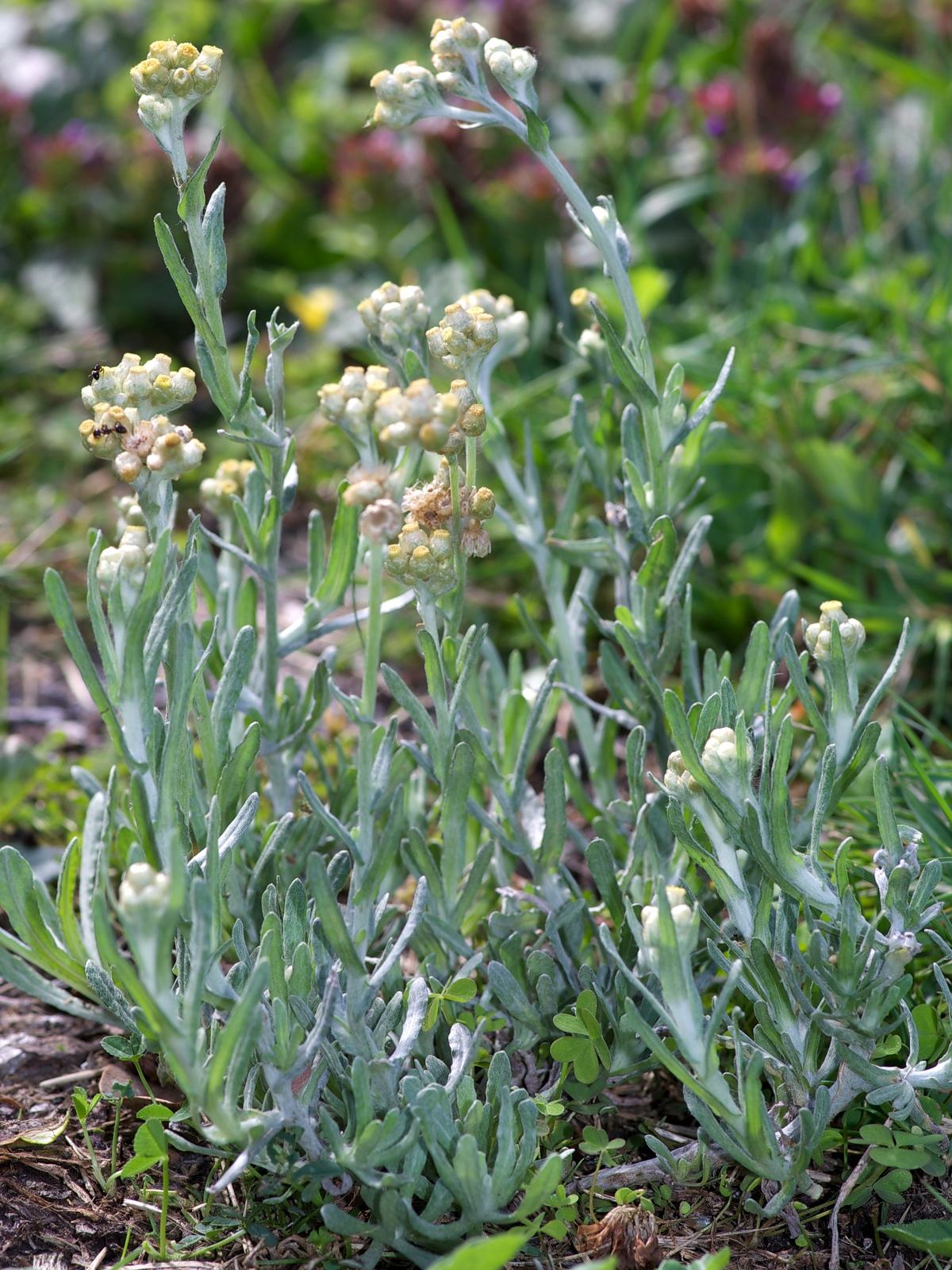
Pokrój

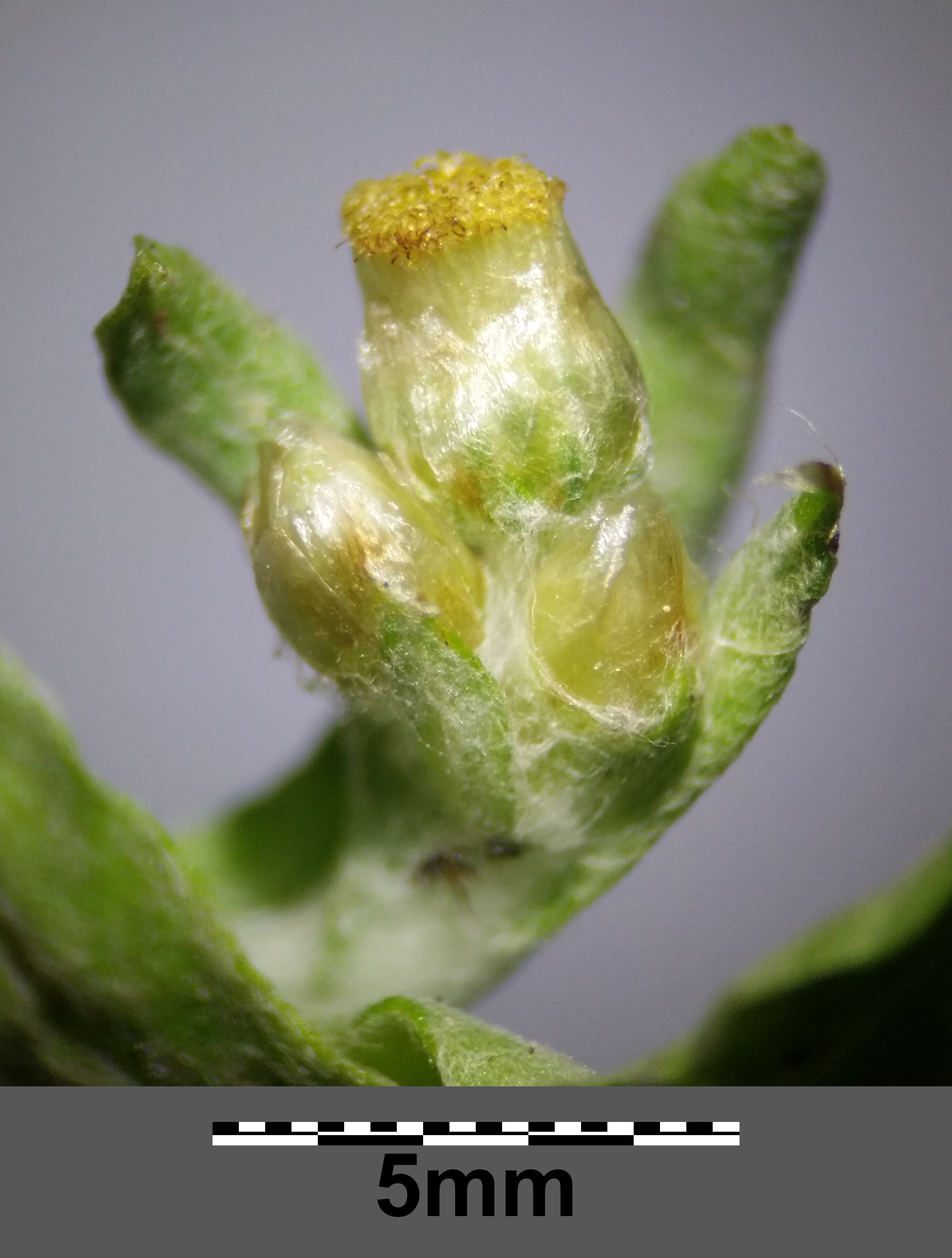
Koszyczki

PokrójRoślina wełnisto-filcowata o prosto wzniesionych łodygach rozgałęzionych od nasady lub nierozgałęzionych, o wysokości 5-30 cm, rzadko do 70 cm.
LiścieSiedzące, wpół obejmujące łodygę. Najniższe liście kształtu łopatkowatego, długości 2–5 cm i szerokości 5–7 mm, tępe lub słabo zaostrzone. Wyższe liście lancetowate, coraz krótsze do 1–2 cm długości i do 4 mm szerokości, zaostrzone.
KwiatyZebrane w koszyczki, te z kolei po 4–12 w główkowate skupienia na końcach rozgałęzień pędu, bez liści wspierających. Koszyczki osiągają do 5 mm długości i 4 mm szerokości. Okrywę tworzą 2–3 szeregi listków słomianożółtych, połyskujących i błoniastych. Owłosione są tylko u nasady. Osiągają do ok. 3,5 mm długości i 1,5 mm szerokości. Kwiaty w koszyczku są żółte. Brzeżne są nitkowate i żeńskie, wewnętrzne są rurkowate i obupłciowe. Osiągają ok. 3 mm długości.
OwocePodługowate niełupki osiągające ok. 0,5 mm długości, z puchem kielichowym o długości ok. 3 mm, białym i kruchym.
Gatunki podobneKocanki piaskowe Helichrysum arenarium rosnące w miejscach suchych i piaszczystych. Różnią się koszyczkami zebranymi w podbaldachowe kwiatostany złożone (mniej lub bardziej spłaszczone od góry), listki okrywy zwykle ciemnożółte, luźne, ułożone dachówkowato, kwiaty zwykle ciemniejsze – żółtopomarańczowe.
W podobnych, wilgotnych miejscach rośnie szarota błotna Gnaphalium uliginosum o podobnie główkowato skupionych koszyczkach, ale różni się tym, że skupienia koszyczków wsparte są zawsze dłuższymi od nich liśćmi; listki okrywy są brązowawe, ciemniejsze na skraju; łodygi są zwykle rozgałęzione od nasady, często pokładające się.

## Biologia i ekologia
Roślina jednoroczna. Kwitnie od czerwca do października. Rośnie na wilgotnych polach i namuliskach. Liczba chromosomów 2n = 14. Gatunek charakterystyczny zbiorowisk terofitów z rzędu Cyperetalia fusci.

## Zagrożenia i ochrona
Roślina umieszczona na polskiej czerwonej liście w kategorii NT (bliski zagrożenia).